# دهيماء
دهيماء هو مركزٌ سعوديٌ تابعٌ لمحافظة البدائع التابعة لمنطقة القصيم، في المملكة العربية السعودية. المركز من الفئة (أ)، ورمزه 1799 حسب دليل الترميز الموحد للمناطق الإدارية بالمملكة العربية السعودية.